# Tragocephala suturalis
Tragocephala suturalis là một loài bọ cánh cứng trong họ Cerambycidae.